# Амоако, Принс Джуниор
Принс Амоако Джуниор (англ. Prince Amoako Junior; род. 19 февраля 2007) — ганский футболист, левый вингер датского клуба «Норшелланн».

## Клубная карьера
Воспитанник футбольной академии «Райт Ту Дрим» из Ганы. В феврале 2025 года подписал профессиональный контракт с датским клубом «Норшелланн». 20 июля 2025 года дебютировал в основном составе «Норшелланна» в матче датской Суперлиги против «Фредерисии», отметившись забитым мячом.